# Lijst van afleveringen van The Addams Family (1973)
Dit is een lijst met afleveringen van de Amerikaanse animatieserie The Addams Family. De serie telt 1 seizoen + een speciale aflevering. Een overzicht van alle afleveringen is hieronder te vinden.

## Speciale aflevering
Dit was eigenlijk de derde aflevering van de serie The New Scooby-Doo Movies. In deze aflevering had de Addams Family een gastoptreden.
| Nr. | Titel aflevering                                                    | Uitzenddatum VS   |
| --- | ------------------------------------------------------------------- | ----------------- |
| 3   | "Scooby-Doo Meets the Addams Family" (alias "Wednesday is Missing") | 23 september 1972 |

## Seizoen 1
| Nr. | Titel aflevering                           | Uitzenddatum VS   |
| --- | ------------------------------------------ | ----------------- |
| 1   | The Addams Family in New York              | 8 september 1973  |
| 2   | Left in the Lurch                          | 15 september 1973 |
| 3   | Boola Boola                                | 22 september 1973 |
| 4   | The Fastest Creepy Camper in the West      | 29 september 1973 |
| 5   | The Mardi Gras Story                       | 6 oktober 1973    |
| 6   | Follow That Loaf of Bread                  | 13 oktober 1973   |
| 7   | Aloha, Hoolamagoola                        | 20 oktober 1973   |
| 8   | The Reluctant Astronauts' Trip to the Moon | 27 oktober 1973   |
| 9   | The Great Balloon Race                     | 3 november 1973   |
| 10  | Ghost Town                                 | 10 november 1973  |
| 11  | The Circus Story                           | 17 november 1973  |
| 12  | The Addams Family at Sea                   | 24 november 1973  |
| 13  | The Voodoo Story                           | 1 december 1973   |
| 14  | The Roller Derby Story                     | 8 december 1973   |
| 15  | The Addams Family Goes West                | 15 december 1973  |
| 16  | The Addams Family at the Kentucky Derby    | 22 december 1973  |
| 17  | N.J. Addams                                | 29 december 1973  |
| 18  | The Great Race                             | 5 januari 1974    |
| 19  | Going Camping                              | 12 januari 1974   |
| 20  | Losin A Job                                | 26 januari 1974   |
| 21  | New Monster In Town                        | 2 februari 1974   |
| 22  | Pugsley Cheats                             | 9 februari 1974   |
| 23  | Party Disaster                             | 16 februari 1974  |
| 24  | The Tale                                   | 23 februari 1974  |
| 25  | The Spy                                    | 2 maart 1974      |
| 26  | The Lucky Guy                              | 9 maart 2007      |
| 27  | Don't Breathe!                             | 16 maart 1974     |
| 28  | Over Nightmare                             | 23 maart 1974     |
| 29  | It's In The Attic                          | 30 maart 1974     |
| 30  | Making A Video                             | 6 april 1974      |
| 31  | Dead Lines                                 | 13 april 1974     |
| 32  | Escape                                     | 20 april 1974     |
| 33  | Hotel Horror                               | 27 april 1974     |
| 34  | It's Really Me                             | 4 mei 1974        |
| 35  | Creep County                               | 11 mei 1974       |